# Heude

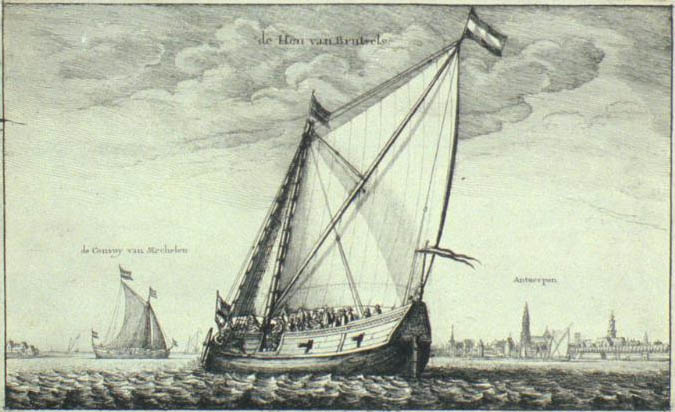
De Heu van Brussel, beurtschip tussen Brussel en Antwerpen. Gravure door W. Hollar, uit 1648

De heude was een zeilend vrachtscheepje uit de 15e/16e eeuw. Het wordt het eerst genoemd op de "Informacies opt stuck van de verpondinghe" uit 1494 en 1514.

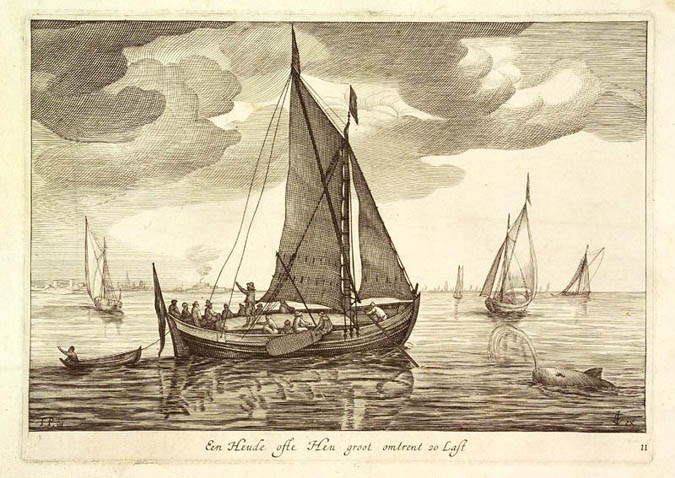
Jan Porcellis. Een heude uit de serie Icones Variarum Navium Hollandicarum, 1627. Gravure C.J.Visscher

Er is haast niets bekend over het uiterlijk en de kenmerken van dit scheepje. De weinige gegevens wijzen erop dat het een klein binnenvaartschip was van eenvoudige maar stevige bouw. Het was getuigd met een sprietzeil.
Nochtans heeft de etser en illustrator Wenceslas Hollar (1607-1677) een tekening gemaakt over deze heude, zeilend voor de rede van Antwerpen.
De tekening illustreert de "heude van Brussel".
Dit beurtschip zorgde voor een vaste verbinding tussen Antwerpen en Brussel, over Schelde, Rupel en kanaal van Willebroek.
Het schip op de tekening voert een vierkantig zeil dat wordt uitgehouden door een spriet. Dat is het rondhout dat schuins naar boven is gericht en dat draaibaar onder aan de mast is bevestigd. In Antwerpen werd aangelegd aan het Laag Bierhoofd. Vele reizigers verkozen de tragere maar gerieflijke heude boven de hotsende koets.
De heude moet ongeveer 30 meter lang en 4 à 5 meter breed geweest zijn. Vooraan liepen ze spits op met een oplopende boegspriet en fokkezeil en liep de scheepsboord achterwaarts hoger op met een ovaalronde achterspiegel en roer.
Aan bak- en stuurboordzijde had de geïllustreerde heude 4 lichte kanonnen, die uit de scheepswand uitstaken. Aan beide zijden van de mast waren laddertouwen om in de mast te klimmen. Ook aan beide zijden van het schip was een open doorgang om de passagiers gemakkelijker aan en van boord te laten stappen. Tijdens de reis werden deze toegangen met ketens dichtgedaan voor de veiligheid.
De heude werd in de 16e eeuw gebouwd in de Zuidelijke Nederlanden. Heudes namen volgens bericht in Middelburg lading over van Engelse zeeschepen en deden dus als lichter dienst. Door hun ondiepe bouwwijze als platbodem konden zij ver het binnenland invaren via de kleinere ondiepe waterwegen. Toch waren ze robuust genoeg voor de Zeeuwse stromen en kustwateren.
In die 16e eeuw verdrongen heudes de tot dan toe gebruikte kleinere binnenschepen zoals pleiten, vlotschepen, turfschepen en seykens.